# Landamt (Frankfurt am Main)
Das Landamt war eine Behörde der Reichsstadt Frankfurt bzw. der freien Stadt Frankfurt.

## Das Landamt der Reichsstadt Frankfurt
Zur Reichsstadt Frankfurt gehörten auch eine Reihe von in der Nähe liegenden Landgemeinden. Anfang des 18. Jahrhunderts wurden die Verwaltung und die niedere Gerichtsbarkeit für diese acht Gemeinden organisatorisch im Landamt zusammengefasst. An der Spitze des Landamtes stand der Landamtmann. Dieser war damit der Nachfolger des Landverwesers, der diese Aufgabe im 17. Jahrhundert wahrgenommen hatte. Zu den Verwaltungsaufgaben gehörten die Steuereintreibung, die Jagdverpachtung, die Polizei und anderes.
Die Rechtsprechung erfolgte durch ein Gericht, bestehend aus drei Mitgliedern des Rates der Reichsstadt Frankfurt. Jede der drei Bänke des Rates (Senatoren, Schöffen und Ratsverwandte) wählte einen der Richter. Gegen Entscheidungen dieses Gerichtes war eine Revision beim Rat, Schöffengericht oder Schöffenreferier der Reichsstadt Frankfurt möglich. Praktisch war das Schöffenreferier die übliche Revisionsinstanz.
Von 1810 bis 1813 war Frankfurt Teil des Großherzogtums Frankfurt. Das frühere Landamt bildete nun die Landdistriktsmairie Frankfurt im Departement Frankfurt. Der bisherige Landamtmann Georg Wilhelm Zeitmann wurde Distrikts-Maire. Die Landdistriktsmairie Frankfurt verlor aber mit Verordnung vom 5. Oktober 1812 ab Anfang 1813 die Funktion als Gericht.

## Das Landamt der freien Stadt Frankfurt
Nach dem Ende der Franzosenzeit wurde die alte Organisation wiederhergestellt.
Artikel 32 der Konstitutionsergänzungsakte regelte das Land(justiz)amt als Gericht. Ergänzende Regelungen trafen die Verordnungen vom 20. Mai 1817 und vom 22. Juli 1817. Danach war das Landamt erstinstanzliches Gericht in Zivilsachen bis zu einem Streitwert von 300 Gulden und zuständig für die Angelegenheiten der freiwilligen Gerichtsbarkeit.
Die Verwaltungsaufgaben wurden im Land-Verwaltungs-Amt durchgeführt. Aufgaben waren die Finanzen der Landgemeinden, das Armenwesen, die Gewerbe-, Bau und Landwirtschaftliche Polizei, und die Vorsorge gegen Feuer und Überschwemmungen.
Auch nach der Annexion der freien Stadt Frankfurt durch Preußen blieb das Land-Justizamt weiter bestehen (siehe Gerichtsorganisation in Frankfurt a. M. (1867–1879)). Erst mit den Reichsjustizgesetzen 1879 gingen seine Aufgaben an die neu geschaffenen Amtsgerichte über.

## Landamtmänner (bis 1710: Landverweser)
- Johan Martin von den Birghden (1685 bis 1692)
- Johann Kappes (1692 bis 1699)
- Johann Hieronymus Keller (1699 bis 1710)
- Georg Heinrich Haßlocher (1710 bis 1733)
- Johann Nicolaus Rücker (11733 bis 1736)
- Johann Isaac Moors (1736 bis ca. 1745)
- Johann Daniel Bochleitner (ca. 1745 bis 1771)
- Johann Nicolaus Luther (1771 bis 1790)
- Johann Carl Dietz (Diez) (1790 bis 1807)
- Georg Wilhelm Zeitmann (1807 bis 1810)
- Ignaz Braun (1825 bis 1838)
- Land-Amtmann-Vicar Assessor Johann Philipp Benkard (nach dem Tod des letzten Land-Amtmannes Ignaz Braun wurde seit den 1840er Jahren die Land-Amtmann-Stelle nicht wieder besetzt, stattdessen wurde ein Land-Amtmann-Vicar eingesetzt)
- Anton Heinrich Emil von Oven (1846 bis 1853)[4]
- Heinrich Franc von Liechtenstein (1862, 1863)